# Rolling-Block-Verschluss

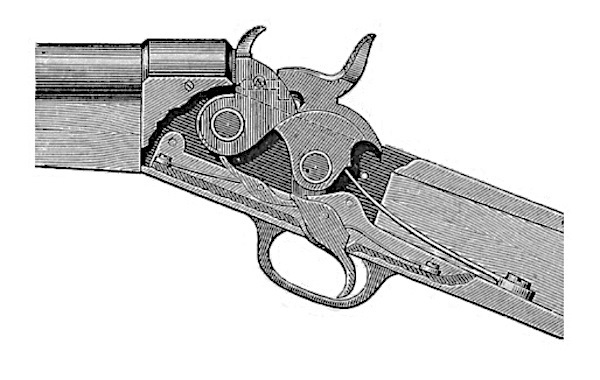
Remington Rolling-Block-Verschluss

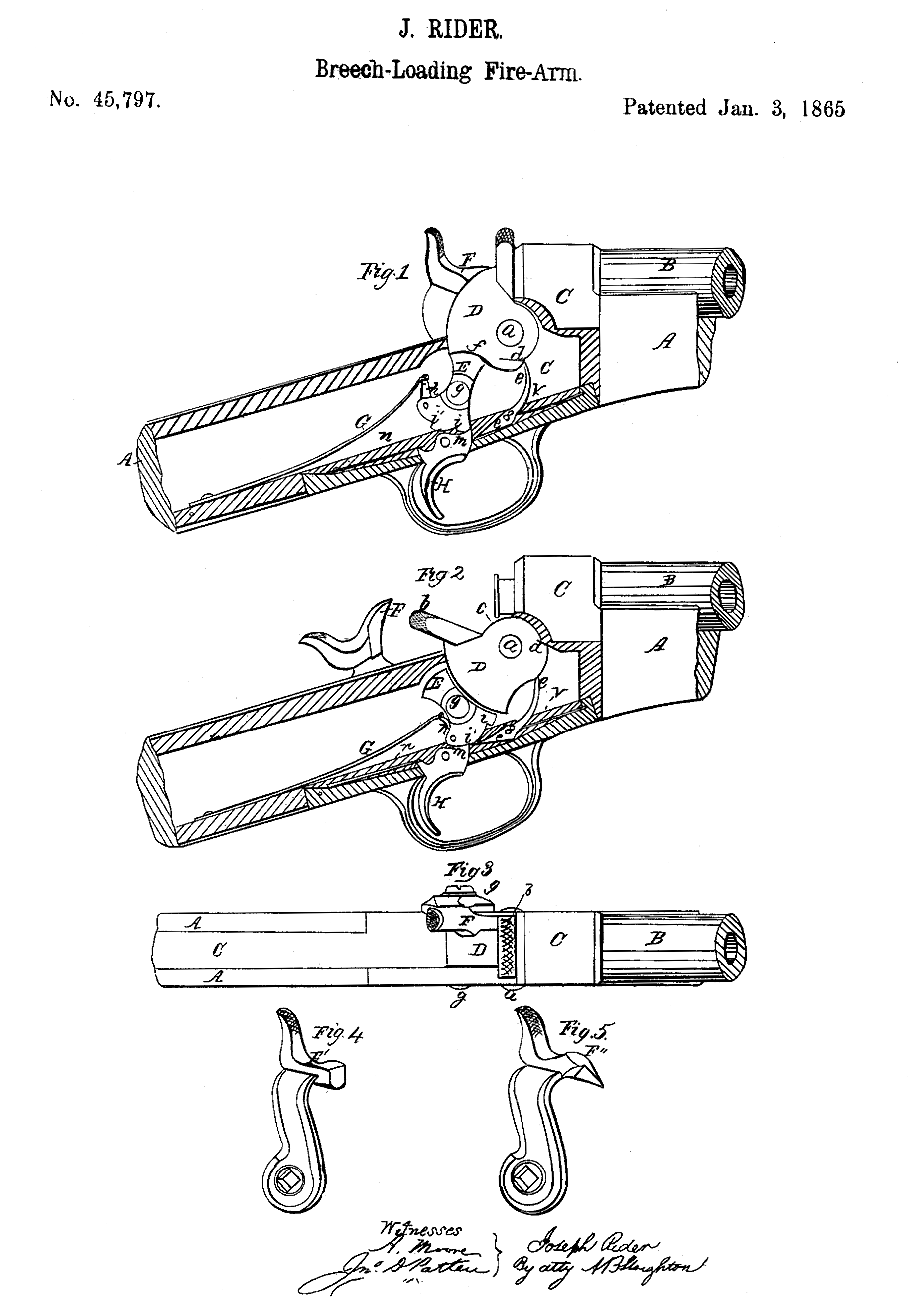
Joseph Rider’s 1865 Patentzeichnung

Der „Rolling-Block“-Verschluss oder auch Drehblockverschluss ist ein Verschluss-System für Waffen, das 1863 von der Firma Remington zum Patent angemeldet wurde. Es wurde von Leonard M. Geiger entwickelt und 1867 auf der Pariser Weltausstellung mit einer Silbermedaille ausgezeichnet.
Die Funktionsweise des Drehblockverschlusses ist relativ einfach. Ein achsgelagerter Block wird, bei gespanntem Hahn, nach hinten abgekippt und so das Patronenlager freigegeben. Nachdem die Waffe geladen wurde, kippt man den Block wieder hoch, um das Patronenlager zu schließen. Sobald man den Abzug betätigt, wird der Block durch den vorschnellenden Hahn verriegelt und die Patrone kann gefahrlos zünden.
Nachdem die Patrone abgefeuert ist, spannt man erneut den Hahn, öffnet den entriegelten Block und kann die Hülse entnehmen, um die Waffe wieder zu laden.